# John Winthrop Chanler

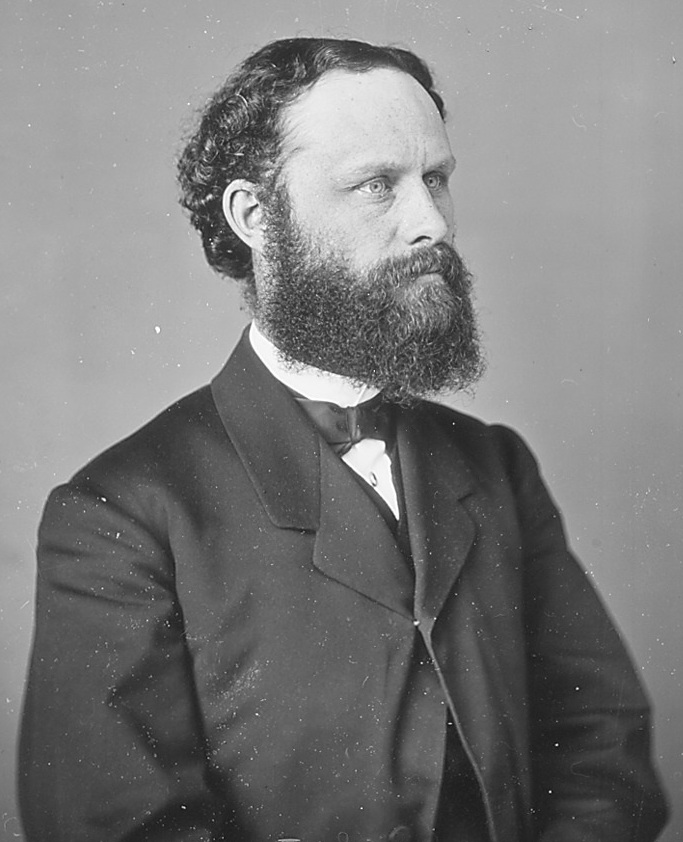
John Winthrop Chanler

John Winthrop Chanler (* 14. September 1826 in New York City; † 19. Oktober 1877 in Barrytown, New York) war ein US-amerikanischer Jurist und Politiker. Zwischen 1863 und 1869 vertrat er den Bundesstaat New York im US-Repräsentantenhaus.

## Werdegang
John Winthrop Chanler wurde von Privatlehrern unterrichtet und graduierte dann 1847 am Columbia College (heute Columbia University) in New York City. Er besuchte dann die Universität von Heidelberg im Großherzogtum Baden. Chanler studierte Jura, bekam seine Zulassung als Anwalt und begann dann zu praktizieren. Er saß in den Jahren 1858 und 1859 in der New York State Assembly. 1860 war er für den Senat von New York nominiert, allerdings zog er seine Kandidatur zurück.
Chanler kandidierte stattdessen erfolglos im selben Jahr für den 37. Kongress. Bei den Kongresswahlen des Jahres 1862 für den 38. Kongress wurde er als Demokrat im siebten Wahlbezirk von New York in das US-Repräsentantenhaus in Washington, D.C. gewählt, wo er am 4. März 1863 die Nachfolge von Elijah Ward antrat. Er wurde zwei Mal in Folge wiedergewählt und schied dann nach dem 3. März 1859 aus dem Kongress aus. Am 14. Mai 1866 erhielt er im 39. Kongress vom US-Repräsentantenhaus einen Tadel wegen dessen Beleidigung.
Er verstarb am 19. Oktober 1877 auf seinem Anwesen „Rokeby“ in Barrytown und wurde dann auf dem Trinity Church Cemetery in New York City beigesetzt.

## Familie
John Winthrop Chanler heiratete Margaret Astor Ward (1838–1875), Enkeltochter von William Backhouse Astor (1792–1875) und Nichte von Julia Ward Howe (1819–1910). Das Paar hatte zehn gemeinsame Kinder, einschließlich des Kongressabgeordneten William Astor Chanler, des Vizegouverneurs Lewis Stuyvesant Chanler, des Künstlers Robert Winthrop Chanler und Margaret Livingston Chanler Aldrich, die während des Spanisch-Amerikanischen Krieges als Krankenschwester im Amerikanischen Roten Kreuz diente. Chanlers ältester Sohn John Armstrong Chanler war mit der Romanautorin Amélie Rives Troubetzkoy verheiratet. Margaret Chanler starb kurz nach der Beerdigung ihres Großvaters im Dezember 1875 an den Folgen einer Pneumonie.